# Talaphorus chlorocercus
Talaphorus chlorocercus là một loài chim trong họ Chim ruồi.